# Абелова
Абелова (слч. Ábelová) насељено је мјесто са административним статусом сеоске општине (слч. obec) у округу Лучењец, у Банскобистричком крају, Словачка Република.

## Становништво
| Година:    | 1994. | 2004.    | 2014.   | 2024.   |
| ---------- | ----- | -------- | ------- | ------- |
| Број људи: | 300   | 248      | 232     | 213     |
| Разлика:   |       | -17,33 % | -6,45 % | -8,18 % |

| Година:    | 2023. | 2024.   |
| ---------- | ----- | ------- |
| Број људи: | 217   | 213     |
| Разлика:   |       | -1,84 % |

Према подацима о броју становника из 2011. године насеље је имало 247 становника.